# ローラーボール

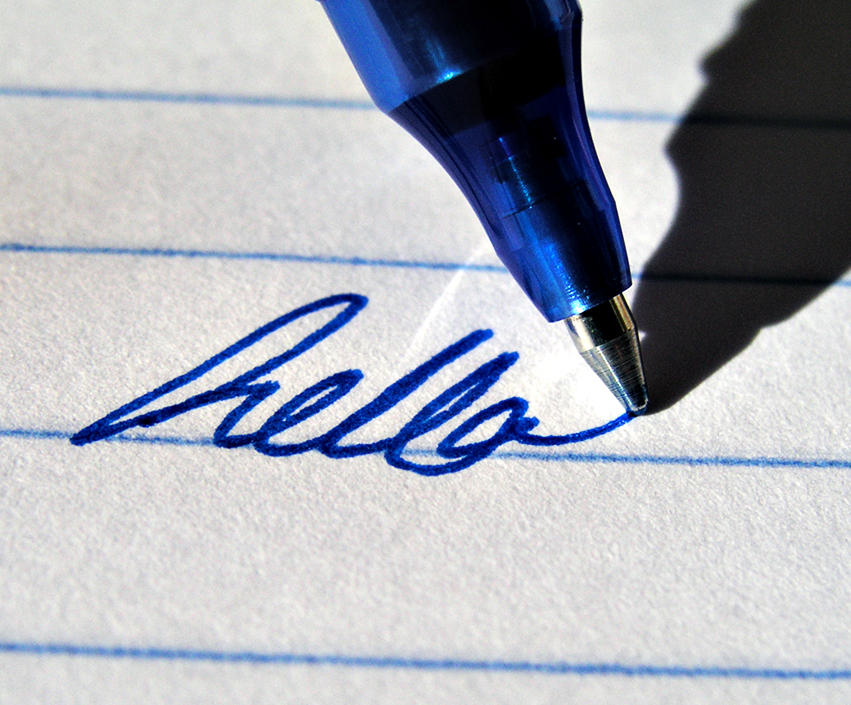

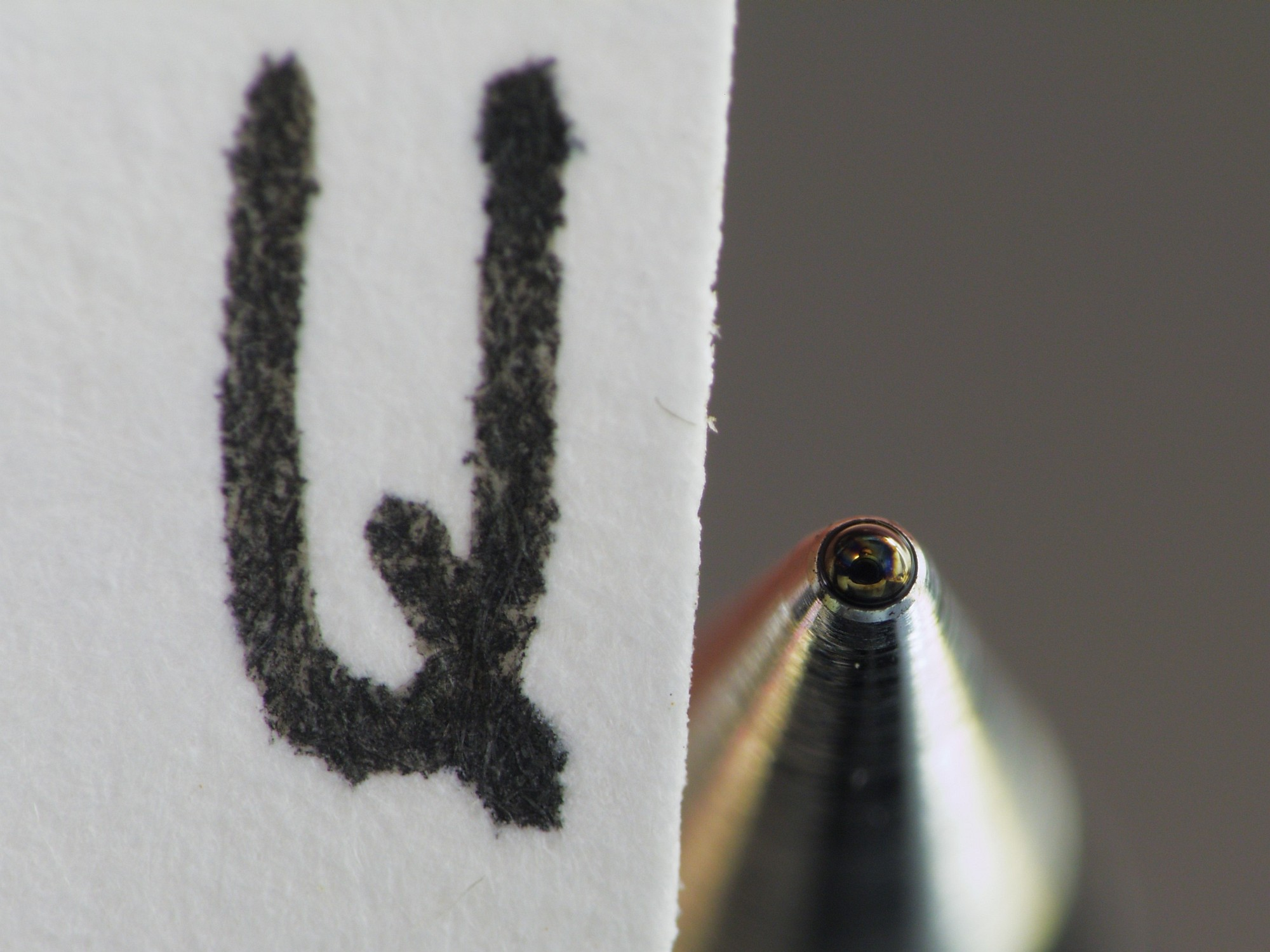

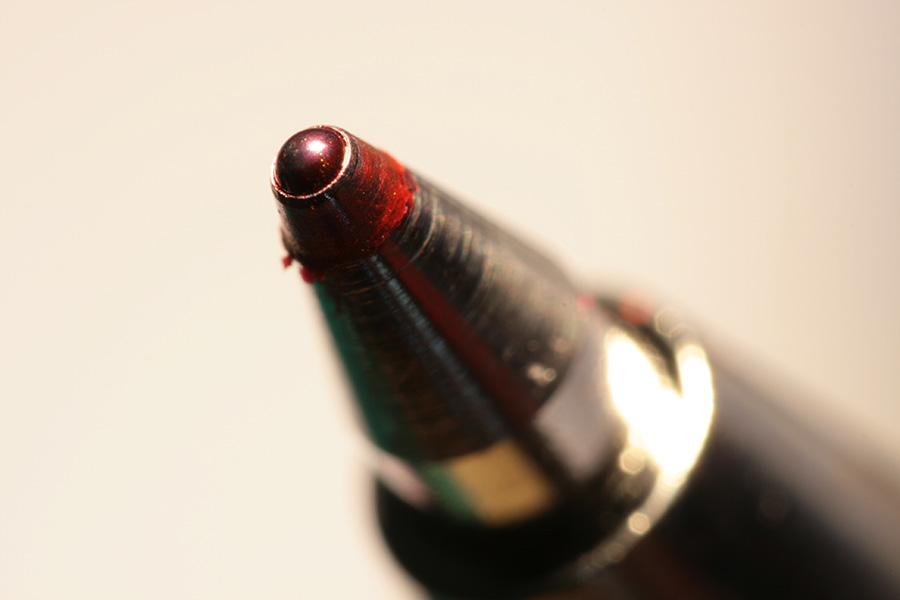
ボールペンの先

ローラーボール（英: rollerball）またはローラーボールペン（英: rollerball pen）は、ボールペンのうち、水性インクを使うものを指す。水性ボールペンともいう。一般的に、油性ボールペンよりも、弱い筆圧で書くことができ、よりくっきりした線を出せる。インクが水性なのでにじみやすい。万年筆よりインクづまりなどのトラブルが少ない。線の強弱は万年筆の方がデリケートに表現できる。
メーカーによっては油性ボールペンのみをボールペンと呼び、水性ボールペンをローラーボールと称している。例えば、日本のメーカーであるパイロットの商品カタログでは、ボールペンというカテゴリーの中に油性ボールペンと水性ボールペン両方を含むが、ペリカンなどの欧州のメーカーは、水性ボールペンをローラーボールと呼び、油性ボールペンとは違うカテゴリーとしている場合が多い。
ゲルインクボールペンは、油性ボールペンよりもくっきりした線が出る上に、ローラーボールよりにじみにくい。ゲルインクペンのことをローラーボールと呼ぶこともある。

## 日本での歴史
- 1964年 - オート社が世界で初めて水性ボールペン(ローラーボール)を開発「水性ボールペンW」発売[1]。
- 1967年 - ぺんてるが水性ボールペンに世界初の樹脂製ボールチップを採用「ローリングライター」発売
- 1972年 - ぺんてるが水性ボールペンに樹脂チップを採用「ボールぺんてる」発売[2]。
- 1979年 - 三菱鉛筆が水性ボールペンに世界で初めてオール金属チップを採用「ユニボール」発売[3][4]。
- 1981年
  - オート社が「セラミックボール」を開発し、世界で初めて水性ボールペンにセラミックボールを採用「ceramic ballpen」発売[1]。
  - パイロットが「Vコーン」発売。以来ロングセラーとなる。
- 1982年 - ゼブラが高精度水性ボールペン「Be-Pen」を発売[5]。
- 1984年 - トンボ鉛筆が国内初顔料インクを使用した直液式水性ボールペンを開発「モノボール」を発売[6]。
- 1987年 - ぺんてるがノック式水性ボールペン「ローリRC25」発売[7]。
- 1990年 - オート社が、世界初となるSiC(シリコンカーバイド)セラミックをボールに採用した水性リフィルを開発。「C-300」リフィルを発売。以来ロングセラーとなる。
- 1991年 - オート社が自社初の耐水・耐光性顔料インクの直液式水性ボールペンの開発に成功。「フリーインクローラー」を発売。
- 2008年 - パイロットがノック式水性ボールペンを開発「VボールRT」を発売[8]。 ペン先とボールの距離を近づけてすき間を極力なくし、使用しないときはペン先のバネがボールを押し上げてふたの役割にする仕組みを採用。
- 2013年
  - オート社が「C-300」リフィルに、世界で初めてリフィルに乾きにくい改良をしたノンドライ水性リフィルを開発し、特許取得[1]。
  - オート社が、1.5㎜の特大ボールを使用した「筆ボール（FUDE BALL 1.5）」を発売。
- 2015年 - 三菱鉛筆がペン先を樹脂で出来たソフトカバーで覆う水性ボールペンを開発。「ユニボール AIR」を発売。
- 2017年 - オート社がノック式水性ボールペンである 「オー [O]」を発売。
- 2025年 - 三菱鉛筆が、「ZENTOインク」を搭載した「ユニボール ゼント」を発売。

## 主な国内メーカー
- オート - CR01、筆ボール、GRAPHIC LINER　他
- 三菱鉛筆 - ユニボールZENTO、ユニボールeye、ユニボールAIR
- パイロット - Vコーン、Vコーンノック
- ぺんてる - ボールPentel

過去に製造していたメーカー
- セーラー万年筆 - ローリング
- プラチナ万年筆 - SURE POINT
- ゼブラ - Be-Pen
- トンボ鉛筆 - ZOOM505